# جيزيلا بوك
جيزيلا بوك (بالألمانية: Gisela Bock)‏ (و. 1942  م) هي مؤرخة العصر الحديث، ومؤرخة، وأستاذة جامعية ألمانية، ولدت في كارلسروه.

## التعليم
تعلمت في جامعة برلين الحرة، وجامعة برلين للتكنولوجيا.

## جوائز
حصلت على جوائز منها:
- Margherita von Brentano prize  [لغات أخرى]‏ (2015)
- نيشان استحقاق صليب الضباط لجمهورية ألمانيا الاتحادية.